# Dothidella oleandrina
Dothidella oleandrina är en svampart som först beskrevs av Durieu & Mont., och fick sitt nu gällande namn av Pier Andrea Saccardo 1883. Dothidella oleandrina ingår i släktet Dothidella och familjen Polystomellaceae.   Inga underarter finns listade i Catalogue of Life.